# NGC 3333
NGC 3333 est une vaste galaxie spirale barrée vue par la tranche et située dans la constellation de la Machine pneumatique. Elle a été découverte par l'astronome britannique John Herschel en 1835.

## Caractéristiques
Sa vitesse par rapport au fond diffus cosmologique est de 4 480 ± 23 km/s, ce qui correspond à une distance de Hubble de 66,1 ± 4,6 Mpc (∼216 millions d'al).
À ce jour, une douzaine de mesures non basées sur le décalage vers le rouge (redshift) donnent une distance de 48,792 ± 11,196 Mpc (∼159 millions d'al), ce qui est à l'extérieur des valeurs de la distance de Hubble. Notons que c'est avec la valeur moyenne des mesures indépendantes, lorsqu'elles existent, que la base de données NASA/IPAC calcule le diamètre d'une galaxie et qu'en conséquence le diamètre de NGC 3333 pourrait être d'environ 63,9 kpc (∼208 000 al) si on utilisait la distance de Hubble pour le calculer.
La classe de luminosité de NGC 3333 est II-III et elle présente une large raie HI. Elle renferme également des régions d'hydrogène ionisé.